# 岩下慶子
岩下 慶子（いわした けいこ、8月25日 - ）は、日本の漫画家。神奈川県出身。2007年、「Precious Heart 〜真友に乾杯！〜」が第21回デザート新人まんが大賞入選を受賞し、『月刊Theデザート 8月号』（講談社）に掲載されてデビューした。代表作は『リビングの松永さん』（全11巻）。

## 人物
姉がおり、きょうだいの末っ子である。「自分が恋できるキャラクターじゃないと描けない」という。
ボサノバポップスユニット・naminoteのボーカルのErikaは友人である。
学生時代から『デザート』の読者である。
ファーストサマーウイカのファンで、イベントに足を運んでいる。
2013年9月に結婚し、2019年（平成31年）春に男児を出産したと『リビングの松永さん』単行本8巻収録おまけページで報告している。

## 作品リスト

### 連載
- 少女（原作：湊かなえ） - 同名小説のコミカライズ。
- ウラ!うらら（『デザート』2011年6月号[13] - 11月号・『THEデザート』2011年11月号） - 単行本化されているのは第4話まで。
- ボッコンリンリ（『デザート』2012年2月号[14] - 11月号[注 4]）
- 花を召しませ（『THEデザート』2013年11月号 - 2014年5月号）
- 唇にキミの色（『THEデザート』2014年11月号 - 2015年11月号（休刊号[15]））
- 妄想デート（原作：はあちゅう、『ぐるなびWEBマガジン』2014年10月31日[16] - 2015年5月12日[17]）
- リビングの松永さん（『デザート』2017年2月号[18] - 2021年8月号）
- むせるくらいの愛をあげる（『デザート』2022年12月号[19] - ）

### 読切
- Precious Heart - 『イケない関係』収録[20]。
- 言わせたいの、スキって! - 『ラブカレ 極上メンズ読本!over20』[21]、『「先生」とキス』収録[22]。
- ひみつのキンちゃん! - 『ラブカレ 極上メンズ読本!GOLD』収録[23]
- 敵は太陽、決め手はソバカス! - 『ラブカレ 極上メンズ読本!BLACK』収録[24]。
- ブラックティーチャーマジック（『デザート』2010年10月号・2011年1月号）
- ギャップリ♂（『THEデザート』、『デザート』） - シリーズ読切。
  - 金髪男子の純情
  - 素顔のエロカメラマン - 『ラブカレ 極上メンズ読本!〜最強ボーイズコレクション〜』[25]、『イケない秘密』にも収録[26]。
  - 女心と天才女形（『デザート』2011年3月号）
  - 妄想剣士の恋（『THEデザート』2011年3月号） - 『妄想H vs. リアルH』にも収録[27]。
- ウサギとカメ（『THEデザート』2012年7月号） - 『イケない妄想』収録[28]。
- ともだちのうた（『デザート』2013年4月号・5月号） - 前後編。
- ともだちエンジャ（『THEデザート』2013年7月号）
- 嘘つきなピアス（『デザート』2015年4月号）
- 実写映画「少女」レポ（『デザート』2016年11月号）
- 映画「はいからさんが通る」レポ（『デザート』2018年12月号）

### イラスト
- エロティック・ムーンに盗まれて（著：峰桐皇、『講談社X文庫』、2014年6月刊）

### 書籍
特記のない限り、講談社〈講談社コミックスデザート〉より刊行。
- 『少女』原作：湊かなえ、2010年1月22日発売[29]、ISBN 978-4-06-375878-8、全1巻 - 〈KCデラックス〉より刊行。
  - 『少女 新装版』原作：湊かなえ、2016年8月12日発売[30]、ISBN 978-4-06-393044-3、全1巻 - 〈KCデラックス〉より刊行。
- 『ギャップリ♂』2011年3月11日発売[31]、ISBN 978-4-06-365642-8、全1巻
  - 「妄想剣士の恋」「女心と天才女形」「素顔のエロカメラマン」「金髪男子の純情」収録。
- 『ウラ!うらら』2011年9月13日発売[32]、ISBN 978-4-06-365662-6、全1巻
- 『ボッコンリンリ』2012年、全2巻
  1. 2012年5月11日発売[33]、ISBN 978-4-06-365693-0
  2. 2012年11月13日発売[34]、ISBN 978-4-06-365713-5
- 『花を召しませ』2014年5月13日発売[35]、ISBN 978-4-06-365770-8、全1巻
- 『唇にキミの色』2015年、全2巻
  1. 2015年6月12日発売[36]、ISBN 978-4-06-365821-7
  2. 2015年12月11日発売[37]、ISBN 978-4-06-365848-4
- 『リビングの松永さん』2017年 - 2021年、全11巻
- 『ともだちのうた』2018年6月13日発売[4][38]、ISBN 978-4-06-511679-1、全1巻
  - 併録「ともだちエンジャ」
- 『むせるくらいの愛をあげる』2023年 - 、既刊5巻（2025年3月13日現在[39]）
  1. 2023年4月13日発売[40]、ISBN 978-4-06-531338-1
  2. 2023年9月13日発売[41]、ISBN 978-4-06-532977-1
  3. 2024年3月13日発売[42]、ISBN 978-4-06-534966-3
  4. 2024年9月12日発売[43]、ISBN 978-4-06-536828-2
  5. 2025年3月13日発売[44]、ISBN 978-4-06-538779-5

### その他
- 忘れない、3.11 震災復興応援イラストメッセージ2012（『デザート』公式サイト、2012年3月） - 応援イラストメッセージ[45]
- 平成30年7月豪雨復興支援企画「西日本応援イラスト集」（『コミックDAYS』2018年9月配信） - イラスト[46]
- ミッキーマウス90周年記念イラスト集 gift（2019年6月28日発売） - イラスト[47]